# Irvin Servold
Irvin Benjamin Servold (* 14. November 1932 in Camrose, Alberta) ist ein ehemaliger kanadischer Skisportler, der im Skilanglauf und in der Nordischen Kombination aktiv war.
Servold, der für Camrose Ski Club startete, wurde in den Jahren 1955 und 1972 kanadischer Meister in der Nordischen Kombination. Bei den Olympischen Winterspielen 1956 in Cortina d’Ampezzo kam er auf den 27. Platz in der Nordischen Kombination und bei den Olympischen Winterspielen 1960 in Squaw Valley auf den 47. Platz über 15 km, auf den 40. Rang über 30 km sowie auf den 25. Platz in der Nordischen Kombination. Bei den Nordischen Skiweltmeisterschaften 1966 in Oslo errang er den 39. Platz in der Nordischen Kombination. Nach seiner Karriere war er beim kanadischen Skiverband tätig und wurde im Jahr 1985 in die Canadian Ski Hall of Fame aufgenommen. Sein Bruder Clarence Servold nahm ebenfalls als nordischer Skisportler an den Olympischen Winterspielen 1956 und 1960 teil. Sein Sohn Jon Servold trat bei den Olympischen Winterspielen 1988 in Calgary in der Nordischen Kombination an.